# Christopher Verworner
Christopher Verworner (* 1985 in Neubrandenburg) ist ein deutscher Komponist und Dirigent.

## Biografie
Christopher Verworner studierte an der Hochschule für Musik und Theater München Jazzklavier bei Tizian Jost und Leonid Chizhik, Jazzkomposition bei Gregor Hübner, Christian Elsässer und Hector Martignon sowie Komposition bei Moritz Eggert. In New York studierte er bei Darcy James Argue, Elliot Sharp und Aaron J. Kurnis.
Gemeinsam mit dem Komponisten Claas Krause ist er Gründer und Leiter des Verworner-Krause-Kammerorchesters (VKKO), das klassische mit Techno-Musik verbindet und mit dem er 2017 den Preis für Originalität des D-Bü-Wettbewerbs der deutschen Musikhochschulen und 2019 den Bayerischen Kunstförderpreis gewann.
Er schreibt als freischaffender Komponist für Ensembles, Bands und Orchester verschiedener Besetzungen sowie für Filme und weitere Auftraggeber wie das Konzerthaus Berlin, die Neuköllner Oper in Berlin, die Münchner Philharmoniker und die Stadt Freiburg. Als Jazzpianist ist er in unterschiedlichen Bands aktiv und als Solist tätig. Er ist Mitglied des HIDALGO Kollektivs in München.

## Auszeichnungen
- 2019: Bayerischer Kunstförderpreis (mit dem Verworner-Krause-Kammerorchester)[5]
- 2017: Preis für Originalität des „D-Bü“-Wettbewerbs deutscher Musikhochschulen (mit dem Verworner-Krause-Kammerorchester)[6]

## Aufnahmen
- 2016: Verworner-Krause-Kammerorchester: „Basic Soul Encoder“ (Neuklang Future)[7]